# Parupeneus moffitti
Parupeneus moffitti es una especie de peces de la familia Mullidae en el orden de los Perciformes.

## Morfología
• Los machos pueden llegar alcanzar los 23,5 cm de longitud total.

## Distribución geográfica
Se encuentran en las Islas Marianas (Guam ).

## Hábitat
Es un pez de mar.